# La Rochette, Alpes-de-Haute-Provence
La Rochette är en kommun i departementet Alpes-de-Haute-Provence i regionen Provence-Alpes-Côte d'Azur i sydöstra Frankrike. Kommunen ligger  i kantonen Entrevaux som ligger i arrondissementet Castellane. År 2022 hade La Rochette 72 invånare.

## Befolkningsutveckling
Antalet invånare i kommunen La Rochette
Referens: INSEE